# Georgios Metallinos
Georgios Metallinos (Corfù, 11 marzo 1940 – 19 dicembre 2019) è stato un presbitero, teologo e storico greco.

## Biografia
Dopo avere conseguito la laurea in teologia all'Università di Atene nel 1962 e avere prestato il servizio militare dal 1963 al 1965, Metallinos è stato assistente di patristica all'Università di Atene, dove nel 1967 ha conseguito la seconda laurea in filologia. Dal 1969 al 1975 è stato in Germania a perfezionare i suoi studi nelle università di Bonn e Colonia. Nel 1971 è stato ordinato prete ortodosso. Successivamente ha conseguito il Ph.D in teologia all'Università di Atene e il Ph.D. in storia e filosofia all'Università di Colonia. Nel 1984 è diventato professore ordinario alla Facoltà di teologia dell’università di Atene. Nel 2004 è stato nominato preside della Facoltà di teologia, incarico che ha ricoperto fino al 2007, quando si è ritirato dall'insegnamento ed è stato nominato professore emerito. Metallinos ha continuato a svolgere attività pastorale ad Atene nella chiesa di sant'Antipa e ha ricevuto il titolo spirituale di protopresbitero.
Metallinos è considerato uno dei più importanti teologi della Chiesa ortodossa greca e ha scritto circa quaranta volumi di argomento teologico e storico, diversi dei quali sono stati tradotti in altre lingue.

## Libri principali
- Tradition and Alienation, Domos, Athens, Greece, 1961
- I confess One Baptism, St. Pauls Monastery, Holy Mountain, Greece, 1994
- The Theological Witness of Ecclesial Worship, Armos, Athens, Greece, 1996
- Orthodoxy and Hellenicity, Parousia, Athens, Greece, 1999
- Church and State in the Orthodox Tradition, Armos, Athens, Greece, 2000
- Politics and Theology, Tertios, Athens, Greece, 2000
- Sources of Ecclesial History, Armos, Athens, Greece, 2001
- Essays of Orthodox Witness, Athos, Athens, Greece, 2002
- Protopresbyter John S. Romanides, Armos, Athens, Greece, 2003
- For our Europe with Love, Akritas, Athens, Greece, 2003